# Notropis girardi
Notropis girardi är en fiskart som beskrevs av Hubbs och Arthur Irving Ortenburger 1929. Notropis girardi ingår i släktet Notropis och familjen karpfiskar. Inga underarter finns listade i Catalogue of Life.